# Sommer-Paralympics 2016/Teilnehmer (Serbien)
| stlisierte Goldmedaille | stlisierte Silbermedaille | stlisierte Bronzemedaille |
| ----------------------- | ------------------------- | ------------------------- |
| 3                       | 2                         | 4                         |

Serbien entsandte drei Athletinnen und 13 Athleten zu den Paralympischen Sommerspielen 2016 in Rio de Janeiro,  die in vier Sportarten antraten. Fahnenträgerin für Serbien bei der Eröffnungsfeier war die Tischtennisspielerin Borislava Perić-Ranković.

## Medaillen

### Medaillenspiegel
| Rang   | Sportart       | Gold | Silber | Bronze | Gesamt |
| ------ | -------------- | ---- | ------ | ------ | ------ |
| 1      | Tischtennis    | 1    | 1      | 2      | 4      |
| 2      | Leichtathletik | 1    | 1      | 1      | 3      |
| 3      | Schießen       | 1    | 0      | 1      | 2      |
| Gesamt | Gesamt         | 3    | 2      | 4      | 9      |

## Teilnehmer nach Sportart

### Leichtathletik
Springen und Werfen
| Athleten             | Wettbewerb       | Finale  | Finale | Rang |
| Athleten             | Wettbewerb       | Weite   | Rang   | Rang |
| -------------------- | ---------------- | ------- | ------ | ---- |
| Männer               |                  |         |        |      |
| Nebojsa Duric        | Diskuswerfen F56 | 36,75 m | 7      | 7    |
| Zeljko Dimitrijevic  | Keulenwerfen F51 | 29,96 m | 1      |      |
| Milos Mitic          | Keulenwerfen F51 | 26,84 m | 2      |      |
| Nebojsa Duric        | Kugelstoßen F55  | 11,29 m | 5      | 5    |
| Milos Zaric          | Kugelstoßen F55  | 11,05 m | 7      | 7    |
| Nemanja Dimitrijevic | Speerwerfen F13  | 60,86 m | 3      |      |
| Frauen               |                  |         |        |      |
| Saska Sokolov        | Speerwerfen F46  | 33,26 m | 6      | 6    |

### Powerlifting (Bankdrücken)
| Athleten         | Wettbewerb | Ergebnis | Rang |
| ---------------- | ---------- | -------- | ---- |
| Männer           |            |          |      |
| Petar Milenkovic | bis 97 kg  | NVL      | NVL  |

### Schießen
| Athleten          | Wettbewerb                  | Qualifikation   | Qualifikation | Finale          | Finale        | Rang   |
| Athleten          | Wettbewerb                  | Ringe/ Scheiben | Rang          | Ringe/ Scheiben | Rang          | Rang   |
| ----------------- | --------------------------- | --------------- | ------------- | --------------- | ------------- | ------ |
| Männer            |                             |                 |               |                 |               |        |
| Rastko Jokic      | 10 m Luftpistole SH1        | 559             | 9             | ausgeschieden   | ausgeschieden | 9      |
| Živko Papaz       | 10 m Luftpistole SH1        | 549             | 26            | ausgeschieden   | ausgeschieden | 26     |
| Laslo Suranji     | 10 m Luftgewehr stehend SH1 | 620,7           | 2             | 139,0           | 5             | 5      |
| Laslo Suranji     | 50 m Dreistellungskampf SH1 | 1165            | 1             | 453,7           | 1             | Gold   |
| Mixed             |                             |                 |               |                 |               |        |
| Rastko Jokic      | 25 m Sportpistole SH1       | 566             | 8             | 7,0             | 6             | 6      |
| Živko Papaz       | 25 m Sportpistole SH1       | 581             | 2             | 3,0             | 8             | 8      |
| Rastko Jokic      | 50 m freie Pistole SH1      | 512             | 24            | ausgeschieden   | ausgeschieden | 24     |
| Živko Papaz       | 50 m freie Pistole SH1      | 524             | 11            | ausgeschieden   | ausgeschieden | 11     |
| Laslo Suranji     | 10 m Luftgewehr liegend SH1 | 628,1           | 24            | ausgeschieden   | ausgeschieden | 24     |
| Dragan Ristic     | 10 m Luftgewehr liegend SH2 | 633,0           | 12            | ausgeschieden   | ausgeschieden | 12     |
| Zdravko Savanovic | 10 m Luftgewehr liegend SH2 | 631,3           | 16            | ausgeschieden   | ausgeschieden | 16     |
| Dragan Ristic     | 10 m Luftgewehr stehend SH2 | 626,7           | 15            | ausgeschieden   | ausgeschieden | 15     |
| Laslo Suranji     | 50 m Gewehr liegend SH1     | 615,2           | 8             | 185,2           | 3             | Bronze |

### Tischtennis
| Athleten                            | Wettbewerb      | Gruppenphase   | Gruppenphase | Achtelfinale  | Achtelfinale  | Viertelfinale     | Viertelfinale | Halbfinale    | Halbfinale    | Finale              | Finale        | Rang |
| Athleten                            | Wettbewerb      | Gegner         | Erg.         | Gegner        | Erg.          | Gegner            | Erg.          | Gegner        | Erg.          | Gegner              | Erg.          | Rang |
| ----------------------------------- | --------------- | -------------- | ------------ | ------------- | ------------- | ----------------- | ------------- | ------------- | ------------- | ------------------- | ------------- | ---- |
| Männer                              |                 |                |              |               |               |                   |               |               |               |                     |               |      |
| Goran Perlic                        | Einzel C2       | F. Lamirault   | 1:3          | ausgeschieden | ausgeschieden | ausgeschieden     | ausgeschieden | ausgeschieden | ausgeschieden | ausgeschieden       | ausgeschieden | 11   |
| Goran Perlic                        | Einzel C2       | M. Ludrovsky   | 1:3          | ausgeschieden | ausgeschieden | ausgeschieden     | ausgeschieden | ausgeschieden | ausgeschieden | ausgeschieden       | ausgeschieden | 11   |
| Mitar Palikuca                      | Einzel C5       | Cheng M.-C.    | 1:3          | Kim K.        | 3:0           | H. Tolba          | 3:1           | V. Baus       | 0:3           | T. Urhaug           | 3:1           |      |
| Mitar Palikuca                      | Einzel C5       | M. Depergola   | 3:0          | Kim K.        | 3:0           | H. Tolba          | 3:1           | V. Baus       | 0:3           | T. Urhaug           | 3:1           |      |
| Mitar Palikuca Goran Perlic         | Mannschaft C4-5 | —              | —            | Deutschland   | 0:2           | ausgeschieden     | ausgeschieden | ausgeschieden | ausgeschieden | ausgeschieden       | ausgeschieden | 9    |
| Frauen                              |                 |                |              |               |               |                   |               |               |               |                     |               |      |
| Borislava Perić-Ranković            | Einzel C4       | J. Oliveira    | 3:0          | —             | —             | Zhou Y.           | 3:0           | S. Gilroy     | 0:3           | Zhang M.            | 3:2           |      |
| Borislava Perić-Ranković            | Einzel C4       | W. Jai-On      | 3:2          | —             | —             | Zhou Y.           | 3:0           | S. Gilroy     | 0:3           | Zhang M.            | 3:2           |      |
| Nada Matić                          | Einzel C4       | D. Di Toro     | 3:0          | —             | —             | W. Jai-On         | 3:1           | Zhang M.      | 0:3           | S. Gilroy           | 3:2           |      |
| Nada Matić                          | Einzel C4       | S. Mikolaschek | 1:3          | —             | —             | W. Jai-On         | 3:1           | Zhang M.      | 0:3           | S. Gilroy           | 3:2           |      |
| Nada Matić Borislava Perić-Ranković | Mannschaft C4-5 | —              | —            | —             | —             | Chinesisch Taipeh | 2:0           | Schweden      | 2:1           | Volksrepublik China | 0:2           |      |